# Byhaven
Byhaven er et indkøbscenter i centrum af Trondheim, Norge. Centret ligger på Olav Tryggvasons gate 28. Byhaven har til sammen 42 butikker og spisesteder. 

## Historie
Grunden, hvor centret ligger, var fra 1820 et destilleri med navnet Lysholmgården, men bygningen blev ødelagt ved bybranden i 1841. Bygningen blev genopført, og i 1884 var det den første bygning i Trondheim, der fik indlagt elektrisk lys. Ejerne skiftede i 1924, og i 1933 byggede man en ny funkisbygning på stedet. Bygningen blev kaldt Lysholmgården og indholdt syv butikker. Igen i 1968 blev der bygget en ny bygning med butikker kaldet EPA, og den indeholdt som den første i byen en rulletrappe. I 1999 ombyggede man endnu en gang og fik opført Byhaven, som den ser ud i dag. Bygningen dækker i dag 12.000 m2. På øverste etage er der lejligheder.